# WASP-60 b
WASP-60 b (Vlasina) – planeta pozasłoneczna krążąca wokół gwiazdy WASP-60 (Morava) w gwiazdozbiorze Pegaza odległej o około 255 lat świetlnych od Słońca.

## Odkrycie
Planeta została odkryta w 2011 roku w ramach programu Wide Angle Search for Planets. Odkryto ją metodą obserwacji tranzytów, co pozwoliło równocześnie wyznaczyć promień i rzeczywistą masę tej planety. Tranzyty planety mają miejsce co 103 godziny i trwają ok. 3 godzin.

## Charakterystyka
Jest to gorący jowisz, gazowy olbrzym o masie równej (z dokładnością do niepewności) pół masy Jowisza, który obiega swoją gwiazdę w średniej odległości 0,05 au. Jej promień jest równy ok. 0,86 promienia Jowisza, bliski promieniowi Saturna.

## Nazwa
Planeta ma nazwę własną Vlasina, będącą nazwą rzeki, jednego z głównych dopływów Morawy Południowej w Serbii. Nazwa została wyłoniona w konkursie, który zorganizowała w 2019 roku Międzynarodowa Unia Astronomiczna w ramach stulecia istnienia organizacji. Sto państw zyskało prawo nazwania gwiazd i okrążających je planet, uczestnicy z Serbii mogli wybrać nazwę dla tej planety. Wybrane nazwy miały być powiązane tematycznie i związane ze Serbią. Spośród nadesłanych propozycji zwyciężyła nazwa Morava dla gwiazdy i Vlasina dla planety.